# Dansmanin i Strasbourg 1518

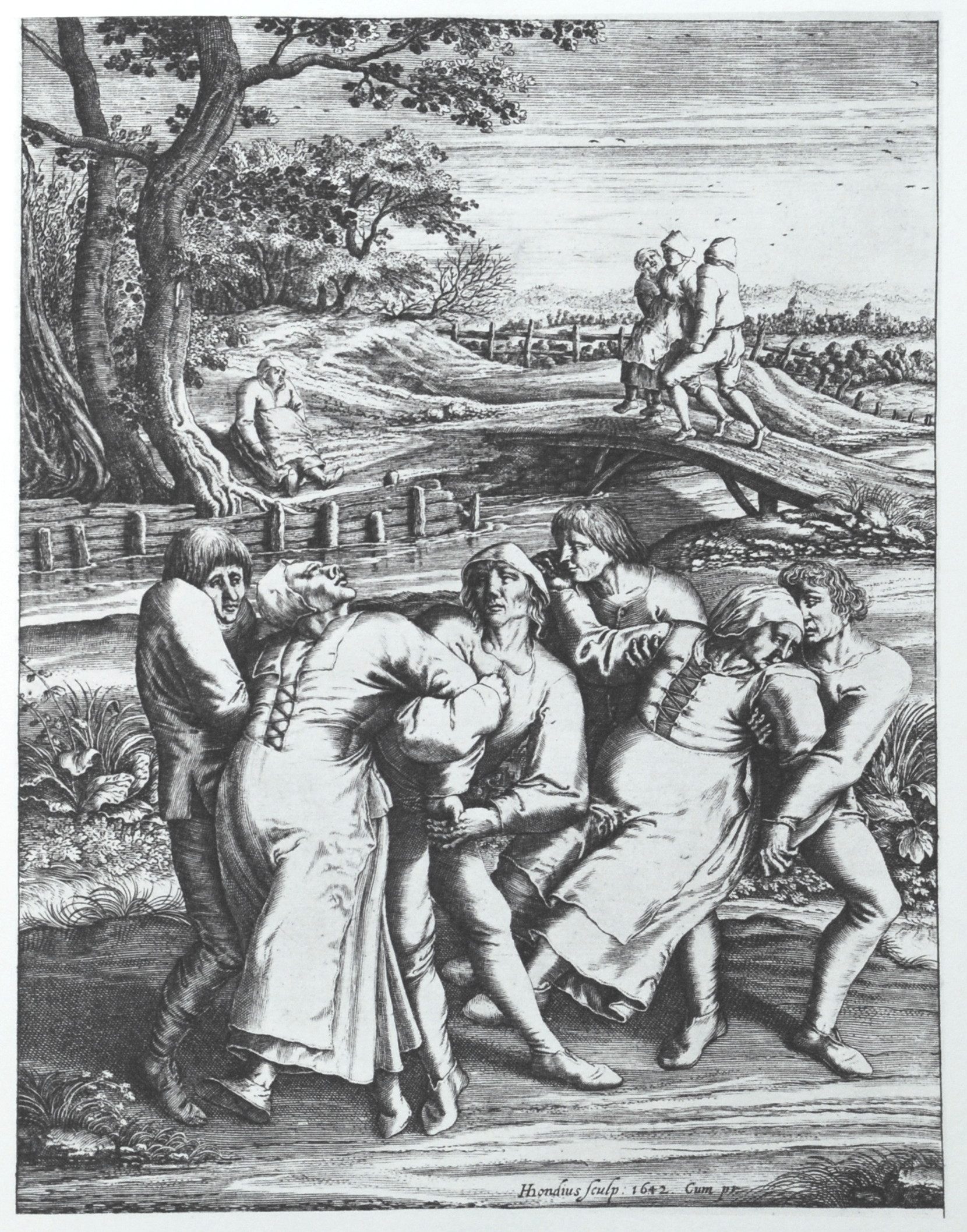
Dansmanin

Dansmanin i Strasbourg, även känd som 1518 års dansepidemi (Franska: Épidémie dansante de 1518), var en dansmani som ägde rum i staden Strasbourg i Alsace i dåvarande Tysk-romerska riket mellan juli och september år 1518. 
Någonting mellan 40 och 400 personer dansade maniskt i veckor i sträck, av vilka många dansade sig till döds. Det finns många teorier för att förklara händelsen, av vilka den mest populära har varit stressinduserad masshysteri, föreslaget av John Waller , eller claviceps. Det råder oenighet kring antalet döda. Händelsen tillhör de mest berömda incidenterna av dansmani. 

## Fiktion
Dansmanin i Strasbourg är föremål för romanen Djävulsdansen av Kiran Millwood Hargrave (2023).